# Chlornany
Chlornany jsou sloučeniny obsahující chlornanovou skupinu ClO, kde má chlor oxidační číslo +1. Chlornanový aniont má záporný náboj −1 a vzorec ClO−.
Chlornany jsou soli kyseliny chlorné. Mezi nejrozšířenější patří chlornan sodný (chlorové bělidlo) a chlornan vápenatý (častá součást přípravků pro bazény). Chlornany jsou často poměrně nestabilní. Například chlornan sodný je nestabilní jako tuhá látka, protože odnětí vody z roztoku NaClO ho převádí na směs chloridu sodného a chlorečnanu sodného. K této reakci dochází též při zahřívání roztoku NaClO. Na slunečním světle se chlornany rozkládají na chloridy a kyslík.
Vzhledem k nestabilitě jsou chlornany velmi silnými oxidačními činidly. Reagují s mnoha organickými i anorganickými látkami. Mohou například oxidovat sloučeniny manganu na manganistany. Reakce s organickými sloučeninami je velmi exotermická a může způsobit vznícení látky, proto je třeba s chlornany nakládat opatrně.
Jsou známy i kovalentní chlornany, například methyl-chlornan, a jsou typicky nestabilní.

## Příprava
Sodná sůl chlornanového iontu, NaClO, se tvoří disproporcionací chloru při jeho průchodu skrz zředěný vodný roztok hydroxidu sodného za pokojové teploty:
Cl2 (g) + 2 NaOH (aq) → NaCl (aq) + NaClO (aq) + H2O (l)
Reakce chloru s horkým, koncentrovaným hydroxidem sodným tvoří kyslíkaté soli chloru s vyšším oxidačním stupněm:
3 Cl2 (g) + 6 NaOH (aq) → 5 NaCl(aq) + NaClO3 (aq) + 3 H2O (l)

## Chemické vlastnosti

### Reakce s kyselinami
Při smíšení chlornanů se zředěnými kyselinami se uvolňuje plynný chlor. Chlornan a chlorid jsou s chlorem v rovnováze:
2 H+ (aq) + OCl− (aq) + Cl− (aq) ↔ Cl2 (g) + H2O (l)
Proto podle Le Chatelierova principu se při vyšším pH posouvá reakce na levou stranu spotřebou vodíkových iontů, přičemž dochází k disproporcionaci chloru na chlorid a chlornan, kdežto nízké pH posouvá reakci vpravo a dochází k uvolňování plynného chloru.

### Bělicí účinek
Chlornany se používají jako bělidla (k odstraňování barevných skvrn).

### Oxidační činidlo
Chlornany jsou nejsilnějšími oxidačními činidly z kyslíkatých solí chloru. Například oxidují Mn2+ na MnO4−:
2 Mn2+ + 5 ClO− + 6 OH− → 2 MnO4− + 3 H2O + 5 Cl−

## Stabilita
Chlornan je nejméně stabilní chlorový oxianiont. Mnoho chlornanů existuje jen v roztoku, stejně jako samotná kyselina chlorná.
Při zahřívání chlornan degraduje na směs chloridu, kyslíku a jiných solí chloru:
2 OCl− (aq) → 2 Cl− (aq) + O2 (g)
3 OCl− (aq) → 2 Cl− (aq) + ClO3− (aq)